# Football Club Drouais
O Football Club Drouais, é um clube de futebol da França que disputa o Championnat de France Amateur 2, equivalente a uma Série E ou (Quinta Divisão do Campeonato Francês).